# 马里奥·埃昌迪·希门尼斯
马里奥·何塞·埃昌迪·希门尼斯（西班牙語：Mario José Echandi Jiménez，1915年6月17日—2011年7月30日），一译埃羌第，哥斯达黎加第33任总统，任期自1958年至1962年。

## 外交官
马里奥·埃昌迪是一名职业外交官。在当选之前，他曾担任哥斯达黎加驻美国大使及哥斯达黎加驻联合国和美洲国家组织（1949年-1950年）代表。他还曾在奧蒂利奧·烏拉特·布朗科总统任内担任外交部长（1950年-1952年），在何塞·菲格雷斯第二次总统任内担任立法大会议员（1953年-1958年）。

## 总统
埃昌迪作为全国联盟党候选人以102,851票赢得1958年总统大选。民族解放党候选人法蘭斯高·奧利希·博爾馬爾西奇获94,778票，独立党候选人豪爾赫·羅西获23,910票 。

## 民族和解
在他执政期间，一些流亡政治人物被允许返回国内，例如前总统拉斐尔·安赫尔·卡尔德隆·瓜迪亚。他的追随者获准回国并组织政治活动。

## 总统之后
他于1970年和1982年两次参选总统，但均告落选。

## 去世
埃昌迪心脏病发作后于2011年7月30日因肺炎去世，享年96岁。他的妻子于2001年去世。